# BAE Hawk
El BAE Systems Hawk es un avión de entrenamiento a reacción avanzado y de ataque propulsado por un motor a reacción fabricado en el Reino Unido. Realizó su primer vuelo en 1974 como Hawker Siddeley Hawk. El Hawk es usado por la Royal Air Force y otras fuerzas aéreas como entrenador y avión de combate de bajo coste. Aún continúa en producción con unos 1.000 aparatos vendidos a 18 usuarios alrededor del mundo.
Los operadores de Hawk incluyen la Royal Air Force (en particular, el equipo de exhibición de Red Arrows) y un número considerable de operadores militares extranjeros. El Hawk todavía está en producción en el Reino Unido y bajo licencia en la India por Hindustan Aeronautics Limited (HAL), con más de 900 Hawks vendidos a 18 operadores en todo el mundo.

## Desarrollo

### Orígenes
En 1964, la Royal Air Force especificó un requisito (Air Staff Target, AST, 362) para que un nuevo entrenador de chorro rápido reemplazara al Folland Gnat. El Jaguar de SEPECAT estaba destinado originalmente para esta función, pero pronto se dio cuenta de que sería un avión demasiado complejo para el entrenamiento en jet rápido y solo se compró una pequeña cantidad de versiones de dos asientos. En consecuencia, en 1968, Hawker Siddeley Aviation (HSA) comenzó los estudios para un avión más simple, inicialmente como proyecto especial (SP) 117. El equipo de diseño fue dirigido por Ralph Hooper.
Este proyecto fue financiado por la empresa como una empresa privada, en previsión de un posible interés de la RAF. El diseño se concibió como tener asientos en tándem y una capacidad de combate además de entrenamiento, ya que se pensó que esto mejoraría el potencial de ventas de exportación. Para finales de año, la HSA había presentado una propuesta al Ministerio de Defensa basándose en el concepto de diseño, y a principios de 1970, la RAF emitió la Meta de Personal Aéreo (AST) 397 que formalizó el requisito para los nuevos instructores de este tipo. La RAF seleccionó el HS.1182 para su requerimiento el 1 de octubre de 1971 y el contrato principal, para 175 aeronaves, se firmó en marzo de 1972.
El prototipo de avión XX154 voló por primera vez el 21 de agosto de 1974 desde Dunsfold pilotado por Duncan Simpson, Jefe de pruebas piloto de HSA (Kingston), alcanzando 20,000 pies en un vuelo que duró 53 minutos. Todos los aviones de desarrollo fueron construidos en plantillas de producción; El programa se mantuvo a tiempo y presupuestado en todo momento. El Hawk T1 ingresó en el servicio de la RAF a fines de 1976. La primera exportación del Hawk 50 se realizó el 17 de mayo de 1976. Esta variante se diseñó específicamente para el doble papel de luchador ligero y entrenador avanzado; Tenía una capacidad de armas mayor que la T.1..
Siguieron más variantes del Hawk, y las mejoras comunes al diseño de la base incluyeron un mayor rango, motores más potentes, ala rediseñada y tren de rodaje, la adición de radar e infrarrojos de avanzada, navegación GPS y compatibilidad con visión nocturna. Los modelos posteriores fueron fabricados con una gran variedad en términos de accesorios de aviónica y compatibilidad de sistemas para adaptarse a la nación del cliente individual; La funcionalidad de la cabina del piloto a menudo se reorganizó y programó para que fuera común a la flota de combate principal de un operador para aumentar el valor de entrenamiento del Hawk.
En 1981, un derivado del Hawk fue seleccionado por la Marina de los Estados Unidos como su nuevo avión de entrenamiento. Designado el McDonnell Douglas T-45 Goshawk, el diseño se adaptó al servicio naval y se fortaleció para resistir el funcionamiento directo desde las cubiertas de los transportistas, además de las tareas típicas terrestres. Este T-45 entró en servicio en 1994; el avión inicial tenía cabinas de mando analógicas, mientras que las entregas posteriores presentaban una cabina de vidrio digital. Todos los fuselajes se planificaron para someterse a actualizaciones de aviónica a un estándar común.

### Desarrollo adicional
Un competidor importante de Hawk para las ventas de exportación ha sido el Dassault/Dornier Alpha Jet; El experto en aviación John W. R. Taylor comentó: "Lo que Europa debe evitar es el tipo de competencia derrochadora que tienen el Hawker Siddeley Hawk y Dassault-Breguet/Dornier Alpha Jet luchando entre sí en el mercado mundial". A principios de 1998, se habían vendido un total de 734 Hawks, más de 550 de los cuales se habían vendido a clientes de exportación. Los clientes militares a menudo adquirieron el Hawk como un reemplazo para aviones más antiguos como el BAC Strikemaster, Hawker Hunter y Douglas A-4 Skyhawk.
Durante los años 1980 y 1990, British Aerospace, la compañía sucesora de Hawker Siddeley, estaba tratando de obtener ventas de exportación del avión de ataque Panavia Tornado de ala variable; sin embargo, países como Tailandia e Indonesia, que habían mostrado interés inicial en el Tornado, concluyeron que el Hawk es una aeronave más adecuada y preferible para sus requisitos. Malasia y Omán cancelaron sus pedidos de Tornado a principios de la década de 1990, y ambos optaron por obtener el Halcón. Los autores de aviación Norman Polmar y Dana Bell declararon a Hawk: "De los muchos diseños similares que compiten por una participación en el mercado mundial, Hawk no ha tenido igual rendimiento ni ventas".
El 22 de diciembre de 2004, el Ministerio de Defensa otorgó un contrato a BAE Systems para desarrollar un modelo avanzado de Hawk para la RAF y la Royal Navy. El Hawk Mk. 128, designado de otra manera como Hawk T2, reemplaza la instrumentación convencional con una cabina de vidrio, para parecerse mejor a los aviones de combate modernos, como el nuevo pilar de la RAF, el Eurofighter Typhoon. En octubre de 2006, se firmó un contrato de GB £ 450 millones para la producción de 28 Hawk 128s. El vuelo inaugural del avión se produjo el 27 de julio de 2005 desde el aeródromo Warton de BAE Systems.
Según BAE Systems, a partir de julio de 2012, han vendido casi 1000 Hawks hasta el momento, con ventas que continúan hasta la fecha. En julio de 2012, el ministro de defensa australiano Stephen Smith confirmó que la flota australiana de Hawk Mk 127s se actualizaría a una configuración similar a la Hawk T2 de la RAF como parte de una importante mejora de mediana edad. Hawk T2 era considerado como un competidor para que el programa de TX de la Fuerza Aérea de los Estados Unidos adquiriera una nueva flota de entrenadores, pero en febrero de 2015, Northrop Grumman determinó que las fallas del Hawk lo hacían inadecuado para los requisitos del programa y lo dejaron como su oferta. .
En mayo de 2015, el fabricante indio aeroespacial Hindustan Aeronautics (HAL) reveló que estaba examinando las perspectivas de realizar sus propias mejoras Hawk, incluidas las variantes de ataque armado ligero. La Fuerza Aérea de la India, que estaba en el proceso de recibir a los Hawks del entrenador construidos bajo la licencia de HAL, se informó que estaba interesada en las propuestas de actualización, que también incluirían modificaciones en la cabina y la aviónica; HAL ha declarado que también tiene como objetivo exportar Hawks de combate a otros países en asociación con BAE. El desarrollador y fabricante de misiles MBDA puede proporcionar sus misiles ASRAAM y Brimstone para armar el nuevo tipo de ataque.

## Diseño
El Hawk es un entrenador avanzado con una cabina de dos hombres en tándem, un ala de voladizo de montaje bajo y es impulsado por un solo motor de turbofan. A diferencia de muchos de los entrenadores anteriores en el servicio RAF, el Hawk fue diseñado específicamente para la capacitación. Hawker había desarrollado la aeronave para tener un alto nivel de servicio, así como menores costos de compra y operación que los entrenadores anteriores como el Jet Provost. Hawk ha sido elogiado por los pilotos por su agilidad, en particular su manejo de giro y giro.
El diseño del fuselaje incluía un diferencial de altura entre los dos asientos de la cabina; esto proporcionó generosos niveles de visibilidad para el instructor en el asiento trasero. Cada cabina está equipada con un asiento de expulsión asistido por cohete cero-cero Martin-Baker Mk 10B. El aire se alimenta al motor Rolls-Royce Turbomeca Adour montado en la parte trasera del avión a través de tomas en cada una de las raíces del ala delantera. Durante el desarrollo del avión, Hawker trabajó estrechamente con Rolls-Royce para reducir el consumo de combustible del motor y garantizar un alto nivel de confiabilidad.
Incluso dentro de las etapas de desarrollo, una variante Hawk estaba destinada a servir también como un luchador de ataque en tierra de un solo asiento; Tanto los modelos de entrenador como de caza se desarrollaron teniendo en cuenta el mercado de exportación. En los modelos de un solo asiento, el área de la cabina delantera que normalmente alberga un piloto se reemplaza por un compartimiento de electrónica para sistemas de aviónica y a bordo, que incluye una computadora de control de incendios, un radar multimodo, un telémetro láser e infrarrojos de vanguardia (FLIR). Algunos clientes de exportación, como Malasia, tienen modificaciones extensas en sus aeronaves, que incluyen la adición de estaciones de punta dura de ala y una sonda de reabastecimiento de combustible que se puede montar.
Hawk fue diseñado para ser maniobrable y puede alcanzar Mach 0.88 en vuelo nivelado y Mach 1.15 en una inmersión, lo que permite a los participantes experimentar un vuelo transónico antes de avanzar hacia un entrenador supersónico. El fuselaje es muy duradero y fuerte, estresado durante +9 g; el límite normal en el servicio RAF es + 7.5 / -4 g. Un sistema hidráulico doble suministra energía para operar sistemas como las aletas, los frenos de aire y el tren de aterrizaje de la aeronave, junto con los controles de vuelo. Se instala una turbina de aire de ariete en frente de la aleta de la cola única para proporcionar energía hidráulica de respaldo para los controles de vuelo en caso de una falla del motor; Además, una unidad de potencia auxiliar de turbina de gas se aloja directamente sobre el motor.
El Hawk está diseñado para transportar una vaina de cañón de línea central, como el cañón ADEN de 30 mm, dos torres bajo el ala y hasta cuatro puntos duros para instalar armamentos y equipos. En el servicio RAF, los Hawks han sido equipados para operar los misiles aire-aire Sidewinder. A principios de la década de 1990, British Aerospace investigó la posibilidad de armar el Hawk con el misil antibarco Sea Eagle para los clientes de exportación. En 2016, BAE Systems estaba desarrollando el llamado 'Advanced Hawk' con un ala nueva que utiliza lamas de vanguardia, y posiblemente con sensores y armas adicionales, una pantalla montada en la cabeza y una única pantalla grande en la cabina del piloto delantero.

## Componentes del Hawk AJT
Francia -  Reino Unido

### Electrónica
| Sistema           | País                    | Fabricante   | Notas                          |
| ----------------- | ----------------------- | ------------ | ------------------------------ |
| Sistema de escape | Bandera del Reino Unido | Martin-Baker | Asiento eyectable modelo Mk.10 |

### Propulsión
| Sistema | País                                         | Fabricante            | Notas            |
| ------- | -------------------------------------------- | --------------------- | ---------------- |
| Motor   | Bandera de Francia · Bandera del Reino Unido | Rolls-Royce Turbomeca | 2 × Adour Mk 951 |

## Historia Operacional

### Reino Unido
Hawk ingresó en el servicio de la RAF en abril de 1976, reemplazando al Folland Gnat y al Hawker Hunter por entrenamiento avanzado y entrenamiento con armas. El Hawk T1 fue la versión original utilizada por la RAF; las entregas comenzaron en noviembre de 1976. Los usuarios más famosos del Hawk son el equipo acrobático de Red Arrows, que adoptó el avión en 1979.
Desde 1983 hasta 1986, algunos Hawks fueron equipados como aviones interceptor de corto alcance. 88 T1 se modificaron para transportar dos misiles aire-aire AIM-9L Sidewinder además de una vaina de cañón ADEN de 30 mm; estos aviones fueron redesignados como Hawk T1A. En un escenario de guerra, habrían trabajado en colaboración con los interceptores Tornado F3 de la RAF, que utilizarían sus radares de búsqueda Foxhunter y sistemas de navegación más sofisticados para atacar a los Hawks contra objetivos enemigos.
Posteriormente, el Hawk reemplazó al English Electric Canberra para realizar tareas de remolque. La Royal Navy adquirió una docena de Hawk T1 / 1A de la RAF; estos son típicamente operados en un rol de apoyo, a menudo para llevar a cabo entrenamiento de combate simulado a bordo de barcos.
Durante las décadas de 1990 y 2000, 80 aviones Hawk T1 / 1A se actualizaron bajo el Programa de Reemplazo del Fuselaje (FRP) para extender su vida útil operativa; Se reemplazaron completamente las secciones del fuselaje central y posterior. En 2009, la RAF comenzó a recibir el primer Hawk T2, a largo plazo, el avión T2 reemplazará a los T1 que están envejeciendo. Las operaciones de entrenamiento en el Hawk T2 comenzaron en abril de 2012.
En agosto de 2011, un piloto de Red Arrows falleció cuando su Hawk T1 se estrelló tras una exhibición en el Festival Aéreo de Bournemouth, la investigación encontró que "el deterioro de la fuerza G" pudo haber causado que el piloto perdiera el control; La flota de Hawk T1 se conectó a tierra como medida de precaución y regresó al estado de vuelo unos días después. En noviembre de 2011, las flechas rojas sufrieron otra fatalidad de piloto cuando el asiento de expulsión Martin-Baker Mk.10 instalado en el Hawk T1 se activó mientras el avión estaba parado; el veterano piloto de combate murió en el impacto en el suelo cuando el paracaídas del asiento del eyector tampoco se desplegó. Esto resultó en que el Ministerio de Defensa del Reino Unido implementara una prohibición de volar no esencial en aeronaves equipadas con asientos eyectores similares a los instalados en el Hawk T1 después de la muerte. La prohibición se levantó para los aviones de ataque Tornado, pero se mantuvo en los vuelos Hawk T1, Hawk T2 y Tucano, mientras que la RAF revisó las pruebas en esos aviones.
En octubre de 2017, la RAF y la Royal Navy operaron 75 Hawk T1 y 28 Hawk T2. De acuerdo con el Ministerio de Defensa, la fecha de fuera de servicio planificada para el Hawk T1 es 2030, y la aeronave seleccionada para cumplir con los requisitos del programa de Capacitación Operativa de Apoyo Aéreo (ASDOT) comienza a reemplazar al Hawk desde 2027.

### Finlandia
En enero de 1978, Reino Unido y Finlandia anunciaron un acuerdo en el cual la Fuerza Aérea Finlandesa recibiría 50 Hawk Mk. 51s en 1980; estos aviones fueron construidos en Finlandia bajo licencia de Valtion lentokonetehdas. La Fuerza Aérea Finlandesa estaba limitada a 60 aviones de combate de primera línea por el Tratado de Paz de París de 1947; mediante la adquisición de Hawks, que contaban como entrenadores en lugar de combatientes, la capacidad podría incrementarse mientras se continúa el cumplimiento del tratado. Estas condiciones fueron anuladas durante la década de 1990 por la ruptura de la Unión Soviética.
Siete Mk adicionales. 51As fueron entregados en 1993-94 para compensar las pérdidas. En junio de 2007, Finlandia dispuso comprar 18 Hawk Mk usados. 66 de la Fuerza Aérea Suiza por 41 millones de euros; fueron entregados en 2009-2010. Los halcones finlandeses habrían sido armados con el ruso Molniya R-60/AA-8, así como con los misiles aire-aire AIM-9M. El equipo de acrobacias aéreas de la Fuerza Aérea de Finlandia, los Halcones de Medianoche, también utiliza el avión.
Debido al aumento de los niveles de fatiga del metal, se llevó a cabo un importante programa de refuerzo estructural para extender la vida operativa de los Hawks de Finlandia durante los años noventa. Debido a las limitaciones de la vida útil, 41 de 67 en la flota total de Hawk de Finlandia se retiraron del servicio entre 2012 y 2016; los aviones restantes son más jóvenes y, por lo tanto, se espera que estén volando hacia la década de 2030. En 2011, finlandés Mk. 51s y Mk. Los años 66 se sometieron a una serie de mejoras realizadas por Patria, que incluyeron la adopción de una nueva cabina de vidrio Cockpit 4000, un nuevo software y otras modificaciones que prolongan la vida útil. Este programa de actualización se completó en 2013.

### India
El 23 de febrero de 2008, el Hawk Mk. 132 formalmente entraron en servicio en la Fuerza Aérea de la India (IAF), después de una de las adquisiciones más prolongadas en la historia de la India, habiendo transcurrido dos décadas entre el interés inicial y la firma del contrato el 26 de marzo de 2004. La IAF recibió 24 aviones directamente de BAE Systems. con entregas a partir de noviembre de 2007, y otros 42 Hawks reunidos por Hindustan Aeronautics Limited entre 2008 y 2011. En febrero de 2008, India planeaba ordenar 57 Hawks más, 40 de ellos a la Fuerza Aérea de la India y los 17 restantes a la Armada de la India.
En julio de 2010, se anunció que la IAF y la Armada recibirían los 57 aviones adicionales. El avión adicional será construido en India por Hindustan Aeronautics (HAL), y continuará trabajando bajo licencia de BAE. El 10 de febrero de 2011, Hindustan Aeronautics Limited y GE Aviation firmaron un contrato por el cual GE Aviation llevará a cabo los próximos 30 años de mantenimiento en la flota Hawk. En 2011, la IAF no estaba satisfecha con la provisión de componentes de repuesto; En diciembre de 2011, BAE recibió un contrato para proporcionar a la India repuestos y asistencia en tierra.
El primer IAF Hawk AJT se estrelló el 29 de abril de 2008 en 406 Air Force Station Bidar, Karnataka. El 3 de junio de 2015, otro avión Hawk AJT se estrelló cerca de Baharagora, cerca de la frontera de West Bengal - Odisha.
La flota Hawk tiene su base en la Estación de la Fuerza Aérea Bidar de IAF en el norte de Karnataka, a unos 700 km de Bangalore. A partir de 2015, un total de 123 aviones fueron ordenados por la Fuerza Aérea de la India y 17 por la Armada de la India. Un pedido adicional de 20 aviones está en negociación.

### Indonesia
En abril de 1978, Indonesia, buscando aumentar sus capacidades aéreas, colocó el primero de los múltiples pedidos para Hawk. La Fuerza Aérea de Indonesia recibió más de 40 Hawks en los años 80 y 90; En junio de 1991, BAe e Indonesian Aerospace (IPTN) firmaron un importante acuerdo para la producción colaborativa del Hawk, y se anticiparon más pedidos del Hawk. Otras exportaciones de Hawk fueron finalmente bloqueadas debido a las preocupaciones sobre los derechos humanos de Indonesia, particularmente en Timor Oriental. Durante la década de 1990, las protestas estallaron en Inglaterra por el armamento de Indonesia y la presión después del asesinato en masa de los periodistas de Balibo Five y Roger East, y de las denuncias de uso de Hawks durante la ocupación indonesia de Timor Oriental.
Los Hawks han sido la columna vertebral de la Fuerza Aérea de Indonesia, que complementa aviones más avanzados y costosos como el F-16 Fighting Falcon. En septiembre de 2013, la Fuerza Aérea de Indonesia comenzó a recibir el KAI T-50 Golden Eagle, que, según informes, se había establecido para finalmente reemplazar al Hawk en servicio. En febrero de 2016, se anunció que la flota Hawk de Indonesia estaba preparada para recibir un nuevo sistema de autodefensa con receptor de advertencia por radar, lo que ayudaría al uso del tipo en operaciones de ataque ligero.

### Malasia
La Real Fuerza Aérea de Malasia tiene 18 aviones Hawk, que consta de 4 versiones de exportación Hawk 108 como avión de entrenamiento y 14 Hawk 208 como avión de combate. El 5 de marzo de 2013, durante el enfrentamiento de Lahad Datu en 2013, cinco Hawk 208 junto con tres McDonnell Douglas F/A-18D Hornets de fabricación estadounidense fueron empleados en ataques aéreos en escondites del grupo terrorista Real Fuerzas de Seguridad del Sultanato de Sulu y el norte de Borneo en Lahad Datu, Sabah antes del asalto terrestre por parte de las fuerzas conjuntas del Ejército de Malasia y la Real Policía de Malasia.

### Arabia Saudita
Arabia Saudita adquirió Hawk bajo el acuerdo de armas de Al-Yamamah con Gran Bretaña, con un total de 50 Hawk Mk. 65/65 Como se ordenó en los contratos colocados en 1985 y 1994 respectivamente. En agosto de 2012, se anunció un acuerdo por 22 Hawk 'Advanced Jet Trainers' por un valor aproximado de $ 800 millones. Los AJT reemplazarán los modelos más antiguos de Hawks en el inventario de la Real Fuerza Aérea Saudita (RSAF). El Hawk es volado por el equipo de demostración RSAF. En febrero de 2016, se supo que Arabia Saudita había duplicado el número de aviones Hawk AJT que había ordenado a BAE Systems, con un pedido de otros 22. Esto se reveló en el informe anual preliminar de la compañía para 2015; "Llegamos a un acuerdo con el cliente saudí para la provisión de otros 22 aviones Hawk AJT, equipos terrestres asociados y ayudas de entrenamiento para el RSAF que forman parte de una mejora de la capacidad de entrenamiento del Reino". Una vez en servicio, los Hawk AJT completarán el reemplazo de las plataformas Mk 65 y Mk 65A anteriores.

### Zimbabue
En la década de 1980, 12 BAE Hawk T.Mk. 60 / 60As fueron comprados para la Fuerza Aérea de Zimbabue; la compra fue apoyada por un préstamo de GB £ 35 millones del Reino Unido a Zimbabue. El acuerdo con Hawk también incluyó la transferencia de varios Hawker Hunters usados.] En julio de 1982, al menos un Hawk fue destruido en el suelo y otros tres sufrieron graves daños durante un ataque disidente en la base aérea de Thornhill, Gweru.
Los Hawks de Zimbabue fueron utilizados durante la segunda guerra del Congo. En 1998-2000 se llevaron a cabo numerosos ataques aéreos en apoyo del ejército congoleño contra las fuerzas de Ruanda, Uganda y los rebeldes. En el año 2000, la controversia sobre la intervención militar de Zimbabue en el Congo y el pobre historial de derechos humanos llevó a Gran Bretaña a imponer un embargo total de armas a la nación, incluidas piezas de repuesto para Hawk. Debido al embargo, Zimbabue ha comprado seis Hongdu JL-8 chinos como sustituto.

### Otros
Durante la década de 1980, el gobierno británico consideró una posible venta de 63 entrenadores Hawk a Irak. Mientras que la propuesta tenía sus defensores, fue controvertida, ya que en una capacidad de ataque a tierra Irak podría haber empleado al Halcón contra el vecino Irán y oprimir a los israelíes. propia población kurda; También había preocupación de que el Halcón pudiera estar potencialmente armado con armas químicas. Después de considerable deliberación se bloqueó la venta. En 2010, Irak inició conversaciones con BAE por un pedido de hasta 21 Hawks.
En 1993, las conversaciones entre BAe y la sudafricana Denel Aviation comenzaron con respecto al reemplazo de la flota de Atlas Impala de la Fuerza Aérea de Sudáfrica (SAAF). Para el 2004, Denel había comenzado la construcción de Hawks bajo licencia de BAe; Denel también ha producido componentes para otros clientes. El 13 de enero de 2005, el primer Hawk montado localmente realizó su primer vuelo; pertenecía a un lote de 24 instructores ordenados por la SAAF. 

## Operadores

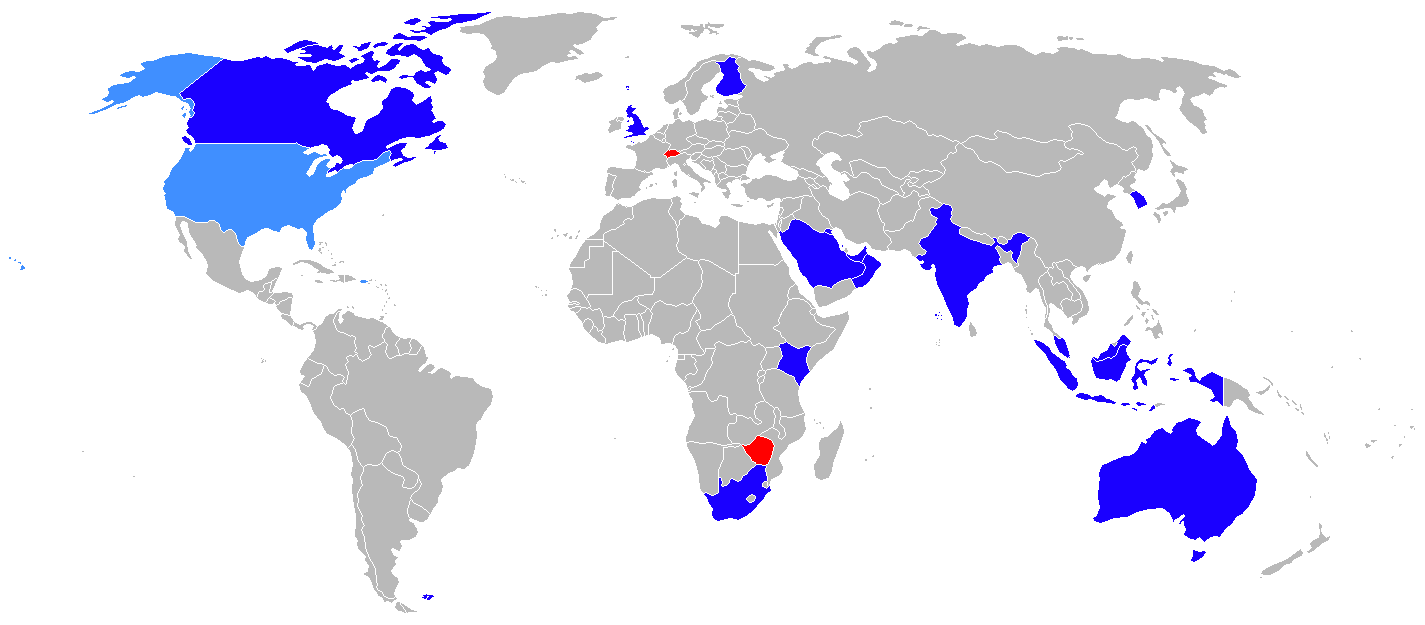
Países operadores actuales del BAE Hawk.
Países operadores con la versión T-45 Goshawk.
Países antiguos operadores del BAE Hawk.
Países que nunca operan el BAE Hawk.

### Actuales
Arabia Saudita
- Reales Fuerzas Aéreas Saudíes

 Australia
- Real Fuerza Aérea Australiana

 Baréin
- Real Fuerza Aérea Bahreiní

 Canadá
- Real Fuerza Aérea Canadiense

 Corea del Sur
- Fuerza Aérea de la República de Corea

 Emiratos Árabes Unidos
- Fuerza Aérea de los Emiratos Árabes Unidos

 Estados Unidos
- US Navy
  - Rebautizado como T-45 Goshawk, la US Navy eligió una versión del Hawk como entrenador avanzado. McDonnell Douglas -Con British Aerospace como su principal subcontratista-.

 Finlandia
- Fuerza Aérea Finlandesa

 India
- Fuerza Aérea India
- Armada India

 Indonesia
- Fuerza Aérea Indonesia

 Kenia
- Fuerza Aérea Keniata

 Kuwait
- Fuerza Aérea Kuwaití

 Malasia
- Real Fuerza Aérea Malasia

 Omán
- Real Fuerza Aérea de Omán: 8 Hawk 128 en proceso de entrega.[1][2][3]

 Sudáfrica
- Fuerza Aérea Sudafricana

 Reino Unido
- Royal Air Force
- Marina Real Británica

 Zimbabue
- Fuerza Aérea Zimbabuesa

### Antiguos operadores
Suiza
- Fuerza Aérea Suiza: 20 Hawk comprados en 1992 y vendidos a Finlandia en 2007.

## Especificaciones (Hawk 128)
Referencia datos: Royal Air Force, BAE Systems, and Air Vectors

### Características generales
- Tripulación: 2 (estudiante e instructor)
- Longitud: 12,43 m
- Envergadura: 9,94 m
- Altura: 3,98 m
- Superficie alar: 16,7 m²
- Peso vacío: 4.480 kg
- Peso útil: 3.000 kg
- Peso máximo al despegue: 9.100 kg
- Planta motriz: 1× turbofán Rolls-Royce Adour Mk. 951.
  - Empuje normal: 28,9 kN (2948 kgf; 6500 lbf) de empuje.

### Rendimiento
- Velocidad máxima operativa (Vno): 1028 km/h (639 MPH; 555 kt) (Mach 0,84) a altitud
- Alcance: 2519 km (1360 nmi; 1565 mi)
- Techo de vuelo: 13 564 m (44 500 ft)
- Régimen de ascenso: 37,2 m/s (7332 ft/min)
- Empuje/peso: 0,65

### Armamento
- Cañones: 1× cañón ADEN de calibre 30 mm en pod central
- Puntos de anclaje: 5 (1 central bajo el fuselaje, 2 pilones subalares y 2 raíles de punta alar) con una capacidad de 3.085 kg, para cargar una combinación de:    
  - Misiles: 4× AIM-9 Sidewinder o ASRAAM en las alas.

### Desarrollos relacionados
- T-45 Goshawk

### Aeronaves similares
- Hongdu JL-8
- Hongdu L-15 Falcon
- Aero L-39 Albatros
- CASA C-101 Aviojet
- AMX International AMX
- Aermacchi S-211
- Aermacchi MB-339
- Sukhoi Su-25
- Yakovlev Yak-130
- Kawasaki T-4
- PZL I-22 Iryda
- IAR 99
- Dassault-Breguet/Dornier Alpha Jet
- FMA IA 63 Pampa
- Soko G-4 Super Galeb